# Vanessa drilon
Vanessa drilon är en fjärilsart som beskrevs av Hans Fruhstorfer 1908. Vanessa drilon ingår i släktet Vanessa och familjen praktfjärilar. Inga underarter finns listade i Catalogue of Life.